# Palak Dil
Palak Dil ou Pala Tipo (da língua mara para "lago engolidor") é o maior lago da região sul do estado de Mizoram, no nordeste da Índia. Ele está localizado perto da aldeia de Phura no distrito de Saiha, dentro do Mara Autonomous District Council (área administrativa autônoma). Sua localização geográfica se insere dentro do hotspot de biodiversidade Indo-Burmês, e, portanto, a região do lago é bastante rica em espécies animais e vegetais. O lago é um dos principais componentes do Santuário de Vida Selvagem Palak, e é ele que fornece boa parte da biodiversidade do santuário.
Pala deriva de uma história mítica Mara (etnia predominante na área) para o nome do lago, enquanto "tipo" significa "lago"; ele é chamado de Palak Dil na língua Mizo. O lago dá o nome da região da Assembleia Constituinte de Palak, sob a Comissão Eleitoral da Índia.

## Hidrologia
Palak Dil é de forma oval, com comprimento de 870 metros, largura de 700 metros e a profundidade de 17 a 25 metros. De acordo com as crenças locais, uma aldeia existe abaixo do lago, e alguns habitantes da região acreditam que o lago é assombrado por fantasmas e demônios. Outra lenda também afirma que um oficial Britânico uma vez deixou cair a sua espada no meio do lago, e ordenou a um dos seus homens que fosse recuperá-la; o homem mergulhou para pegar a espada, mas voltou depois de 3 dias explicando que ele tinha festejado e participado de um banquete e estava bêbado demais para retornar. O lago é alimentado por dois principais riachos das montanhas próximas. Sua drenagem acontece através de um pequeno rio chamado Pala Lui. Esta área de drenagem cria um trecho de vale, que continua a ser a principal área agrícola para o povo Mara.

## Vida selvagem
Palak Dil é o lar de um número de animais migratórios e residentes. É particularmente rica em espécies de aves, incluindo espécies que são endêmicas. A água é habitada por peixes tanto comuns quanto endêmicos. Diferentes espécies de camarões, caramujos, caranguejos, tartarugas e jabutis também vivem lá. Mais de 70 espécies de aves foram registradas no lago e na sua costa. Entre as espécies particulares estão Alcippe nepalensis, Arachnoterhera longirostra e manon-de-peito-branco, que raramente são vistos em outras partes da região. Além disso, as aves aquáticas e patos selvagens de Palak Dil não são encontrados em nenhum outro lugar do estado de Mizoram.

## Conservação
Palak Dil e seus arredores somam uma área de 15 quilômetros quadrados, e foram declarados pelo Ministério do Meio-Ambiente e Florestas da Índia como uma área protegida sob o Santuário de Vida Selvagem Palak. A floresta circundante foi amplamente explorada, devido à agricultura intinerante. A Sociedade de História Natural de Bombaim selecionou a área como uma potencial área para a conservação de áreas inundadas.